# Philodromus traviatus
Philodromus traviatus är en spindelart som beskrevs av Banks 1929. Philodromus traviatus ingår i släktet Philodromus och familjen snabblöparspindlar. Inga underarter finns listade i Catalogue of Life.